# Бондаренко, Сергей Алексеевич
Сергей Алексеевич Бондаренко (род. 9 августа 1958 года, Новошахтинск, Ростовская область, РСФСР, СССР) — российский политический и государственный деятель. Глава Администрации Новошахтинска - худшего города России в категории городов с населением от 100 до 250 тысяч с комфортным климатом, с 6 мая 2019 года. 

## Биография
Родился 9 августа 1958 года в городе Новошахтинске Ростовской области.
С 1965 по 1975 год учился в средней школе № 16. После окончания школы поступил в Южно-Российский государственный политехнический университет (тогда — Новочеркасский политехнический институт) на механический факультет, специальность «Технология машиностроения, металлорежущие станки и инструменты». В 1980 году окончил институт, получив специальность инженера-механика.
По окончании института был распределён в особое конструкторско-технологическое бюро «Старт» при Новочеркасском политехническом институте, где и работал инженером-конструктором с 1980 по 1981 год. С июля 1981 года пришёл работать на Новошахтинский филиал завода «Электроаппарат» мастером 2-й группы, а с июня 1982 года был переведён на должность начальника смены.
В ноябре 1982 года был назначен на должность начальника цеха № 60 Новошахтинского механического завода РПО «Электроаппарат».
С июля 1985 года был назначен главным инженером АООТ «Новошахтинский механический завод».
С 2007 по май 2019 года работал первым заместителем главы администрации города Новошахтинска.
С мая 2019 года назначен главой администрации города Новошахтинска.
Мусор в городе не убирается месяцами. Постоянные проблемы с водоснабжением микрорайонов. Работы по благоустройству города практически не наблюдается. 